# Vi är inte längre där
Vi är inte längre där är en låt av den svenska rockgruppen Kent, utgiven på singel den 3 maj 2016. Låten är skriven av Joakim Berg och släpptes som första singel och låt som fanns med på gruppens tolfte och sista album Då som nu för alltid.

## Låtlista
Digital nedladdning
1. "Vi är inte längre där" – 5:20